# МКА-ФКИ

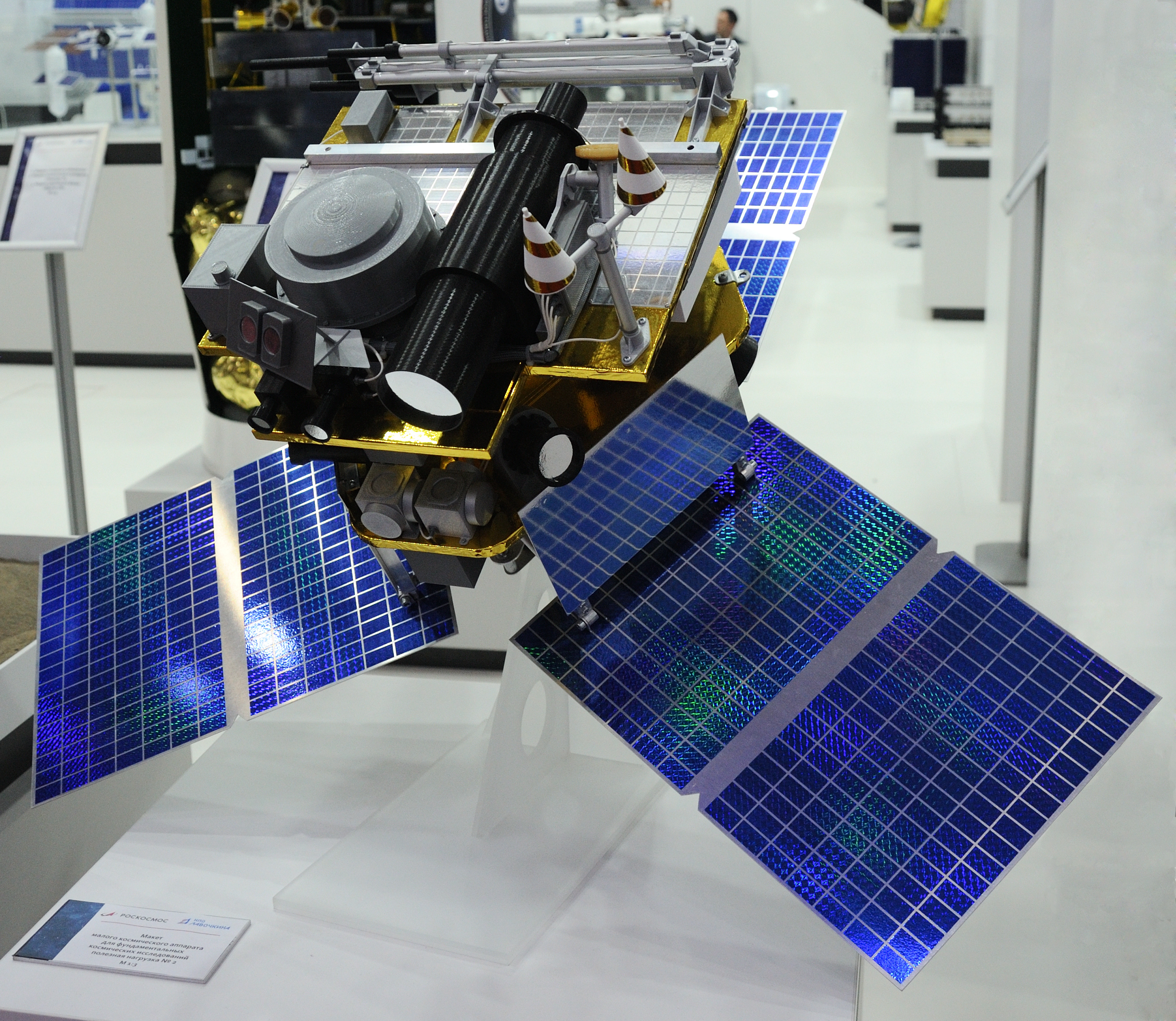
Макет варианта МКА-ФКИ на выставке «Армия 2023»

МКА-ФКИ (малые космические аппараты для фундаментальных космических исследований) — российская программа по запуску серии малых космических аппаратов научно-исследовательского назначения на базе платформы «Карат». Масса полезной нагрузки — до 120 кг, масса самой платформы не превышает 100 кг.
Федеральной космической программой на 2006—2015 годы была предусмотрена разработка и запуск пяти МКА-ФКИ. Построено и запущено было два аппарата этого типа - «Зонд-ПП» и «Релэк». При подведении итогов Федеральной космической программы на 2006—2015 годы проект МКА-ФКИ был признан неудачным из-за стоимости, значительно превысившей ожидаемую, и малого срока жизни построенных спутников.

## МКА-ПН1 (Зонд-ПП)
МКА-ФКИ (ПН1) «Зонд-ПП» — первый космический аппарат серии, малый спутник дистанционного зондирования земли. Запуск изначально планировался на 2008 год, однако в результате задержек был отложен до июля 2012 года.
Эксперимент «Зонд-ПП» проводится ИРЭ РАН и предназначен для создания карт влажности почв и солености водных акваторий. Данные, полученные с аппарата, планируется использовать для изучения энергообмена океан-суша-атмосфера и прогнозирования изменений климата. Одним из основных инструментов спутника является 2-канальный радиометр L-диапазона.
Научная программа экспериментов была разработана в ИРЭ РАН на основе предложений российских организаций. При разработке программы использовался имеющийся в ИРЭ РАН опыт формирования научных программ исследований и экспериментов по космическим проектам «Природа», «Океан-О» № 1 и др. Основной вклад в разработку ключевых предложений по Научной программе экспериментов (приоритетные направления исследований, объекты исследований) внесли ИРЭ РАН, Институт космических исследований РАН, Институт океанологии имени П. П. Ширшова РАН.
Научные задачи, которые позволит решать информация с космического аппарата МКА-ПН1:
- исследование температурно-влажностного состояния лесоболотных систем;
- изучение биометрических характеристик растительности;
- изучение солености водных акваторий;
- исследование гляциальных и мерзлотных зон;
- изучение энергообмена системы океан-суша-атмосфера;
- исследование геотермальной деятельности;
- картирование влажности почв.

Реализация Научной программы экспериментов позволит оценить эффективность СВЧ радиометрического метода определения влажности почв и биомассы растительности, солености морей из космоса (точность оценки влажности и биомассы, солености, пространственные и временные вариации параметров почв и растительности). Ожидаемое число возможных градаций в диапазоне изменений характерных величин влажности и биомассы – до 5, солености – до 3. Будут развиты необходимые модели и алгоритмы, отработана методика проведения соответствующих космических измерений, калибровки и валидации экспериментальных данных.
22 июля 2012 года ракета-носитель «Союз-ФГ» вывела МКА-ФКИ (ПН1) «Зонд-ПП» на целевую орбиту. Вместе с ним на орбиты были выведены «Канопус-В», Белорусский космический аппарат (БелКА-2), а также немецкий «TET-1» и канадский «exactView-1» (ADS-1b).
В ноябре-декабре 2012 года были завершены лётные испытания МКА-ПН1. В ходе испытаний — на основании регулярно получаемых заявок от ИРЭ РАН — производилась съёмка поверхности Земли с последующим сбросом целевой информации, для обработки которой велась калибровка целевой аппаратуры и отладка программного комплекса. Одновременно с радиометрической информацией в ИРЭ РАН передавались данные с четырёхзональной мультиспектральной камеры, установленной на спутнике для сопоставления видео- и радиометрических данных.
В начале июня 2013 года появились проблемы с управлением спутником «Зонд-ПП», предположительно связанные со сбоями в бортовом компьютере. Глава Роскосмоса Владимир Поповкин сообщил 11 июня 2013 года, что есть надежда на возвращение космического аппарата к нормальной работе. Директор НПО имени С. А. Лавочкина в интервью от 27 августа 2013 года заявил, что проблемы кроются в бортовом вычислительном комплексе, и комиссия по выяснению причин нештатной ситуации со спутником продолжает работу.
Космический аппарат был выведен из эксплуатации после сбоя произошедшего в июне 2013 года.

## МКА-ПН2 (РЭЛЕК)
МКА-ФКИ (ПН2) «РЭЛЕК» — второй космический аппарат серии. Оснащён научным прибором «РЭЛЕК», разработанном Научно-исследовательским институтом ядерной физики им. Д.В. Скобельцына Московского государственного университета имени М.В. Ломоносова (НИИЯФ МГУ) совместно с Физическим институтом им. П.Н. Лебедева Российской академии наук (ФИАН) и Научно-исследовательской лабораторией аэрокосмической техники ДОСААФ (НИЛАКТ).
В задачи «РЭЛЕКа» входит изучение релятивистских электронов — электронов высоких энергий более сотен килоэлектронвольт. Помимо выяснения природы эти частиц аппарат будет определять их возможную связь с высотными электрическими разрядами в самых высоких слоях атмосферы Земли — "эльфами", "спрайтами" и другими.
Первоначально МКА-ПН2 предполагалось оснастить — наряду с «РЭЛЕКом» — также и телескопом-спектрометром «Моника», предназначенным для исследования тяжелых ионов в потоках космических лучей. Однако в связи со сложностями в изготовлении кремниевых детекторов для спектрометра и рядом других причин запуск этих приборов было решено разделить.
Вывод «РЭЛЕКа» на орбиту планируется осуществить совместно со спутником Метеор-М №2 осенью 2013 года.
Запущен 8 июля 2014 совместно с КА «Метеор-М» № 2, «SkySat-2», «DX-1», «TechDemoSat-1», «UKube-1», «AISSAT-2».
С первой половины декабря 2014 г. с «РЭЛЕКом» потеряна связь. Об этом 11 января впервые сообщили информационные агентства.